# St. Jakob-Park
 St. Jakob Park ? er et fodboldstadion i Schweiz. Banen er hjemmebane for det schweiziske tophold FC Basel. Stadionet ligger i byen Basel, og blev benyttet under EM i fodbold 2008 i Schweiz og Østrig. Der er plads til 38.512 tilskuere.